# Zolfo di Sicilia
(Alessio Di Giovanni)
Lo zolfo di Sicilia è stata una delle più importanti risorse minerarie della Sicilia, non più sfruttata. L'area interessata dai grandi giacimenti è quella centrale dell'isola ed è compresa tra le province di Caltanissetta, Enna ed Agrigento: L'area è anche nota ai geologi come altopiano gessoso-solfifero. L'area di sfruttamento minerario si estendeva tuttavia anche fino alla Provincia di Palermo con il bacino di Lercara Friddi e alla Provincia di Catania, di cui faceva parte fino al 1928 una parte della provincia di Enna; essa è quella nella quale nell'ultimo quarto di millennio si è svolta l'estrazione, la lavorazione e il trasporto dello zolfo. Per un certo periodo ha rappresentato anche la massima zona di produzione a livello mondiale.

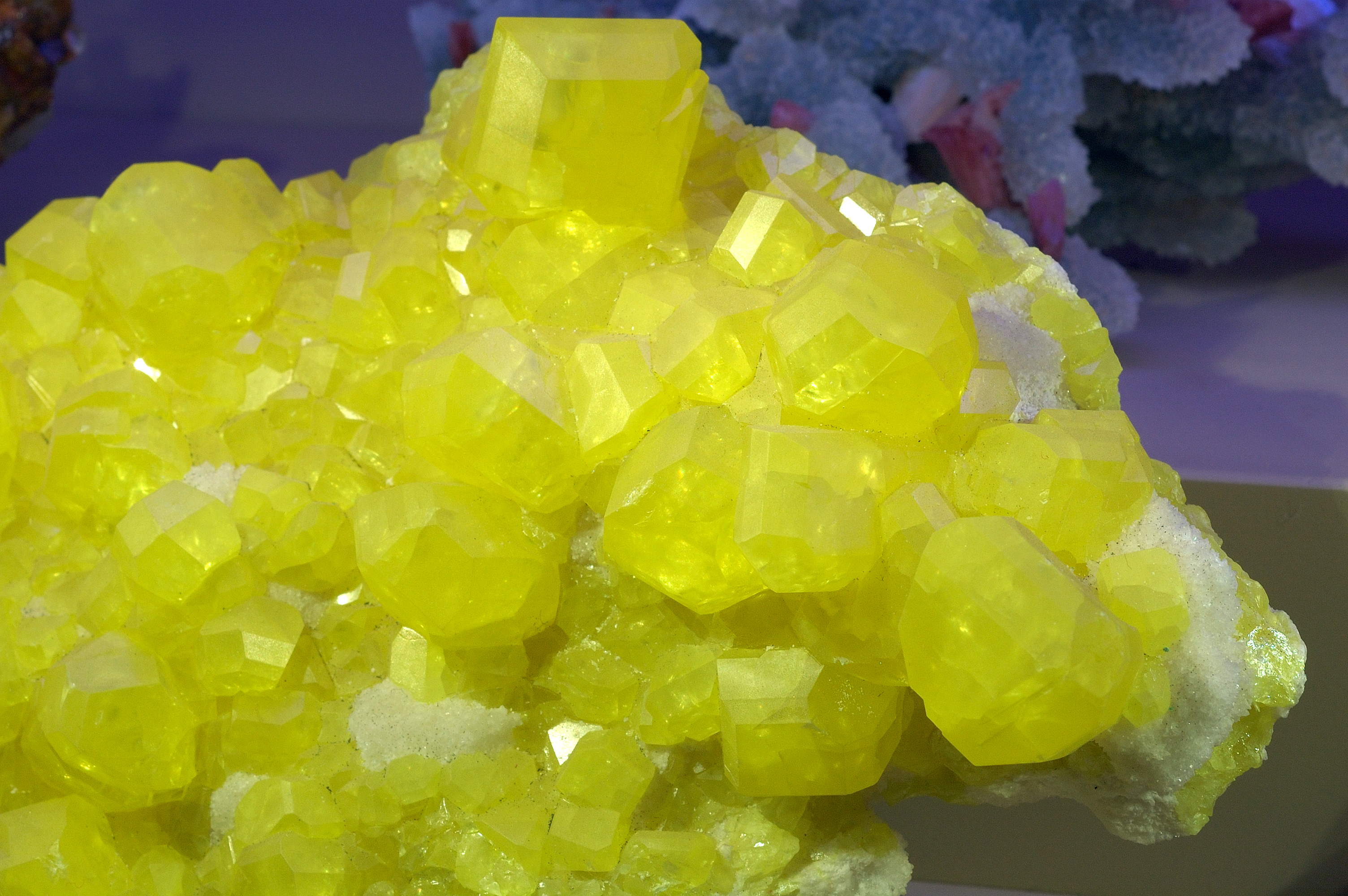
Cristalli di zolfo dell'Agrigentino

## Storia
Il prelievo dello zolfo di affioramento avveniva anche in tempi molto antichi, si sono infatti trovate vestigia minerarie risalenti al 200 a.C.; questo veniva usato in medicina da tempo immemorabile ma i Romani lo utilizzarono anche a scopo bellico mescolandolo ad altri combustibili.
A metter in moto lo sfruttamento su larga scala dello zolfo siciliano fu la scoperta del metodo Le Blanc (1787) per la fabbricazione su scala industriale della soda. Lo zolfo, ingrediente fondamentale anche per la produzione della polvere da sparo, assunse allora un'importanza strategica pari a quella ricoperta nell'era moderna dall'uranio. Durante le guerre napoleoniche numerosi capitalisti britannici cominciarono ad interessarsi delle zone minerarie a cielo aperto che si trovavano in prossimità dei porti della Sicilia meridionale. Dopo la pace e la Restaurazione del 1815 anche varie imprese francesi iniziarono la loro attività nel settore in virtù dello sviluppo della produzione e della richiesta dell'acido solforico che ebbe un ulteriore effetto propulsivo sull'estrazione del minerale siciliano.
In seguito alla Restaurazione si ebbe finalmente il decollo dell'industria zolfifera tanto che nella seconda metà degli anni Trenta del XIX secolo le esportazioni all'estero di zolfo si ritrovavano già al primo posto tra quelle dell'Isola con un valore annuo di 1 671 500 ducati.
Negli anni tra 1828 e 1830 l'esportazione di zolfo verso gli opifici di Marsiglia per la produzione di soda e acido solforico raggiunse e superò le 35 000 tonnellate. Vari motivi contingenti, tra cui la sovrapproduzione, fecero sì che dal 1830 in poi l'industria zolfifera avesse alti e bassi con oscillazioni dei prezzi piuttosto sostenute anche per la concorrenza delle piriti estratte nel centro Italia, e lavorate in loco, il cui costo di trasporto era inferiore. I tentativi di stabilire industrie produttive di acido solforico e soda in Sicilia non ebbero per varie ragioni molto successo; nel 1838 Ferdinando II aveva concesso il monopolio dello zolfo siciliano alla società francese Taix & Aycard che in cambio prometteva lo sviluppo di industrie di trasformazione e la costruzione di 25 km di strade carrozzabili l'anno. Tuttavia questa scelta non condusse ai risultati sperati, poiché i prezzi di mercato salirono eccessivamente, le iniziative industriali non ebbero seguito, e si manifestò la dura opposizione della Gran Bretagna che minacciò addirittura il sequestro delle navi siciliane, così nel 1846 gli accordi in tal senso vennero revocati.
Il più grande importatore, nel 1849, era rappresentato dall'Inghilterra, ma lo zolfo era venduto in grandi quantità anche agli Stati Uniti.
Lo sviluppo di metodi di utilizzazione delle piriti (di costo molto più basso) al posto dello zolfo nella produzione dell'acido solforico assieme alla diffusione del metodo Solvay per produrre soda artificiale furono determinanti nella progressiva perdita di quote di mercato, in particolare in Germania e Inghilterra, con conseguente crollo dei prezzi dello zolfo siciliano. La produzione continuò fino alla fine dell'Ottocento ma il crollo dei prezzi di vendita mise in crisi tutto il settore.
Nel 1896 venne costituita a Londra la Anglo-Sicilian Sulphur Company Limited una società di cui faceva parte Vincenzo Florio, che ne era il procuratore per la Sicilia, e un gruppo di investitori interessati tra cui gli inglesi Benjamin Ingham e Agostino Porry; lo scopo era quello di rilanciare la commercializzazione di acido solforico e derivati dello zolfo. Gli accordi stipulati con la Anglo-Sicilian-Sulphur Co. permisero ai produttori l'accesso al credito per il finanziamento di impianti industriali più moderni migliorando le strutture delle miniere.
Per un certo periodo il settore solfifero siciliano venne risollevato dalla crisi in cui era precipitato; i prezzi che nel 1895 erano scesi a 56 lire a tonnellata già qualche anno dopo si erano stabilizzati a 90-95 lire.
A rilanciare la richiesta di zolfo fu anche la seria diffusione di una malattia delle piante, l'Oidio; un fungo parassita della vite colpì i vigneti di tutta Europa devastandoli. L'unico rimedio per prevenirne la diffusione era l'irrorazione delle piante con polvere di zolfo in soluzione acquosa. La raffinazione e la macinazione dello zolfo divennero quindi di nuovo redditizie con la nascita di raffinerie e impianti molitori in varie località costiere da Licata fino a Porto Empedocle e nella città di Catania.
Uno dei problemi alla base delle varie crisi del settore era la carenza infrastrutturale nei trasporti, mancanza di strade di comunicazione, mancanza di porti che permettessero l'approdo delle grosse navi da carico, assenza di mezzi meccanici e ferrovie che i vari governi avevano trascurato e che il nuovo Regno d'Italia affrontava con poca determinazione. Nei primi anni settanta del XIX secolo il sindaco di Catania Tenerelli, finanziere e imprenditore del settore zolfifero, denunciava il ritardo con cui si procedeva nella costruzione della Ferrovia Palermo-Catania come motivo principale di paralisi dell'industria zolfifera. Infatti, solo dopo l'apertura della tratta fino a Villarosa (1876), realizzata in subappalto da Robert Trewhella (anch'egli grosso imprenditore zolfifero del catanese) lo zolfo poté giungere celermente alle raffinerie della città e al Porto di Catania.
Tale fatto portò la città ad assumere un ruolo preminente nel settore, perché abbatté a quasi la metà il prezzo unitario di trasporto, fino al tempo realizzato per mezzo dei carramatti, sorta di carri da carico tirati da robusti cavalli da tiro.

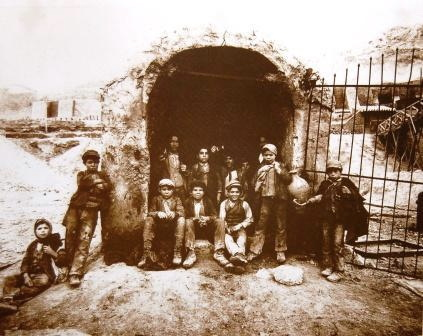
Carusi all’imbocco di un pozzo della zolfara; 1899

Verso la fine del XIX secolo erano presenti e attive oltre 700 miniere con un impiego di forza lavoro di oltre 30 000 addetti. Le cui condizioni di lavoro tuttavia rimanevano al limite del disumano. Gli anni di fine secolo videro quindi la nascita e lo sviluppo delle prime organizzazioni sindacali e l'inizio degli scioperi per ottenere più umane condizioni di lavoro. Gli zolfatari furono quelli che più di tutti parteciparono alla costituzione dei Fasci dei lavoratori: nel maggio 1891 si costituì il Fascio di Catania, nell'ottobre 1893 a Grotte, paese minerario in provincia di Agrigento, si tenne il congresso minerario. Al congresso parteciparono 1 500 fra operai e piccoli produttori. Gli zolfatari chiedevano di elevare per legge a 14 anni l'età minima dei carusi di miniera sfruttati fin d'allora come schiavi, la diminuzione dell'orario di lavoro (che era praticamente dall'alba al tramonto) e il salario minimo. I piccoli produttori chiedevano provvedimenti che li affrancassero dallo sfruttamento dei pochi grossi proprietari che controllavano il mercato di ammasso ricavandone, loro, tutto il profitto. I Fasci tuttavia vennero sciolti d'autorità dal Governo Francesco Crispi all'inizio del 1894 dopo che negli scontri con l'esercito erano morti oltre un centinaio di dimostranti in un solo anno.
Il settore era entrato in crisi negli anni novanta e la società anglo-siciliana aveva spostato i commerci sul Porto di Licata e su Porto Empedocle dove i costi erano inferiori provocando serie ripercussioni sull'economia catanese.
Nel 1901 le unità lavorative raggiunsero il livello massimo di trentanovemila con 540 000 tonnellate di minerale di zolfo estratto.
La società anglo-sicula continuò ad operare ma cessò l'attività in conseguenza della diffusione del nuovo metodo di estrazione il processo Frasch diffusosi negli Stati Uniti che, abbassando drasticamente i costi di estrazione, rese non più competitive le miniere di Sicilia alle quali il metodo non era applicabile a causa della differente conformazione e composizione dei giacimenti.
La prima guerra mondiale aumentò le difficoltà di approvvigionamento dei materiali per l'industria e diminuì i minatori in conseguenza della chiamata al fronte della gran parte della forza lavoro. Alla fine della guerra l'industria dello zolfo americana si accaparrò gran parte del mercato mondiale. Nel 1927 il fascismo demanializzò il sottosuolo minerario creando l'Ente Nazionale Zolfi Italiani con sede a Roma accentrandovi tutte le attività estrattive, commerciali ed economiche non riuscendo tuttavia nell'intento di risollevare il settore. La produzione siciliana di zolfo riprese un po' di fiato solo dopo il 1943, a guerra finita (in Sicilia), ma solo fino ai primi anni cinquanta dato che l'America impegnata nella guerra di Corea canalizzava verso l'industria bellica le risorse.
La successiva ripresa della produzione industriale americana rastrellò di nuovo tutti i mercati bruciando la concorrenza con bassi prezzi
nonostante il protezionismo italiano sia a livello di Governo centrale che regionale (che nel 1962 aveva creato allo scopo l'Ente Minerario Siciliano). I provvedimenti adottati non fecero altro che prolungare inutilmente la lenta agonia del settore zolfifero isolano fino a quando la liberalizzazione del mercato voluta dal Mercato Europeo Comune non ne ha decretato la fine. Nel 1976 la produzione di zolfo isolano non aveva superato nel complesso le 85 000 tonnellate. A partire dal 1975 varie leggi hanno prodotto la progressiva chiusura delle miniere Musala, Zimbalio, Gaspa La Torre, Baccarato, Giangagliano, Floristella, Grottacalda, Giumentaro per citarne le maggiori; oggi non ne rimane nessuna in attività.

## Miniere di zolfo
Alcune tra le centinaia di zolfare divise tra le province della Sicilia centrale:
Provincia di Agrigento
- Milione, nei pressi di Agrigento

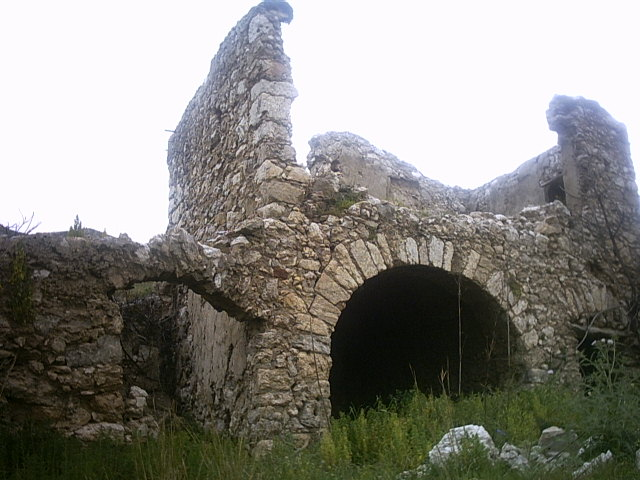
Imbocco di miniera abbandonata a Cianciana

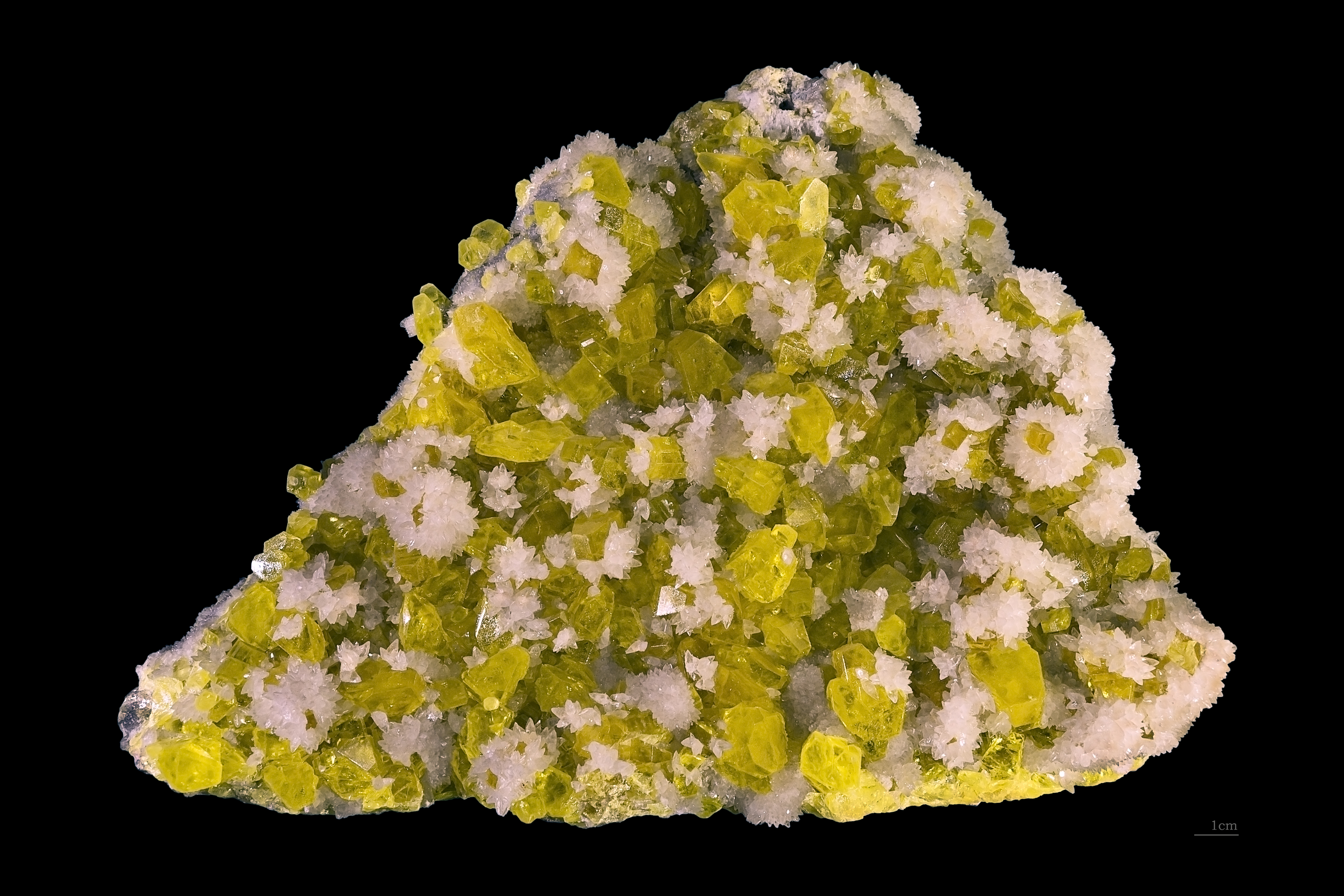
Minerale greggio di zolfo; provenienza, Agrigento

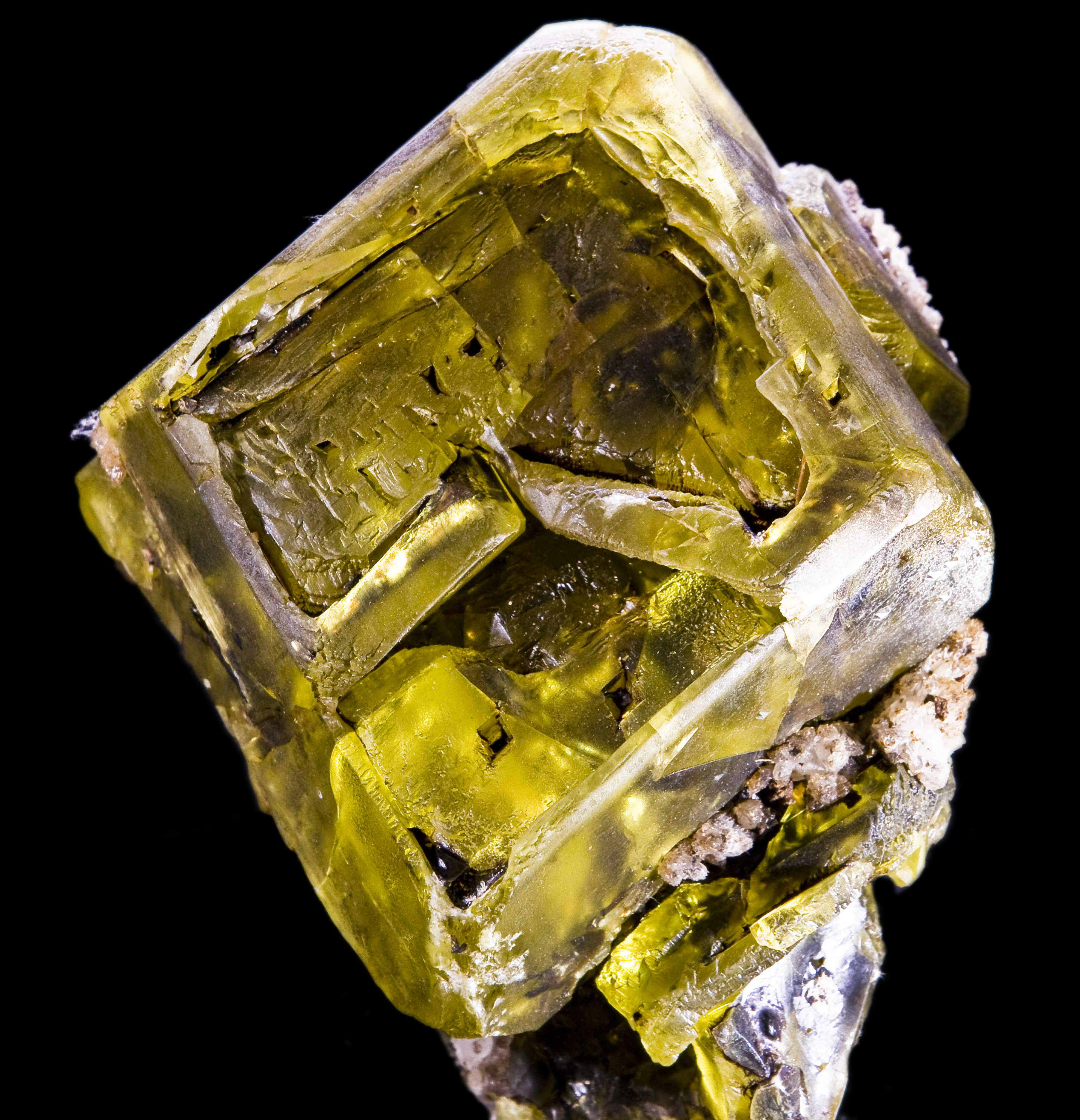
Zolfo frammisto a bitume, proveniente dalle miniere di Cozzo Disi, Casteltermini, in provincia di Agrigento

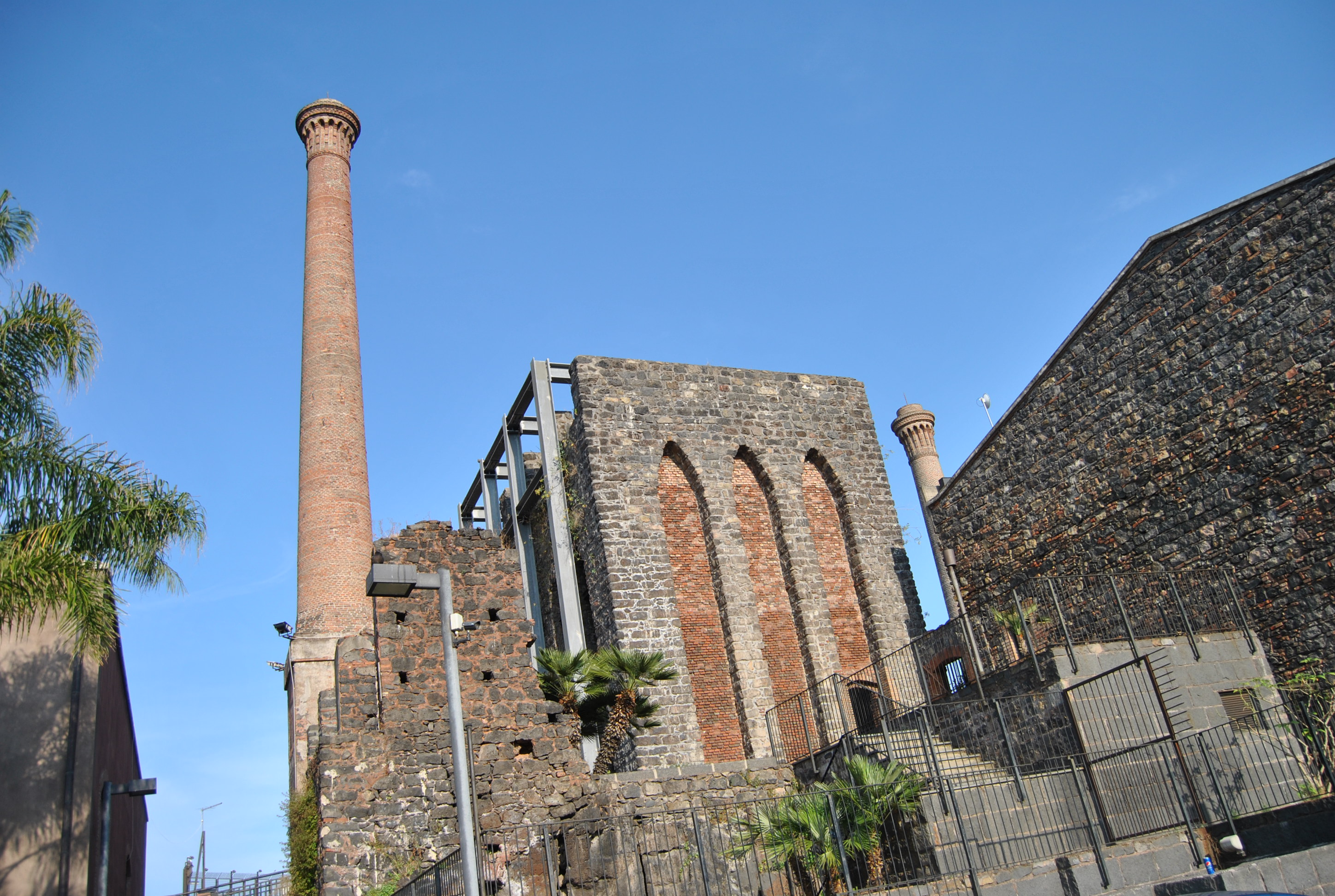
Ultime vestigia a Catania del grande apparato industriale di lavorazione dello zolfo: una ciminiera e il fabbricato attiguo, oggi sede del Centro fieristico le Ciminiere.

- Cinié, nei pressi di Alessandria della Rocca, in località Cinié
- Mandra, nei pressi di Aragona
- Balata, nel territorio di Bivona, in località Balata
- Bifara (Campobello di Licata)
- Favarotta (Campobello di Licata)
- Giammaccarrone, nei pressi di Campobello di Licata
- Serra di Mendola (Campobello di Licata)
- Verdilio-Mintina, nei pressi di Campobello di Licata
- San Giovannello, nei pressi di Casteltermini
- Scironello, nei pressi di Casteltermini
- Viadimezzo, nei pressi di Casteltermini
- Cozzo Disi, tra Casteltermini e Campofranco, in località Montelongo, attiva fino al 1992 e ora visitabile come miniera-museo, esempio di archeologia industriale.
- Collorotondo, nei pressi di Cattolica Eraclea
- Malacarne, nei pressi di Cattolica Eraclea
- Marco, nei pressi di Cattolica Eraclea
- Margitello, nei pressi di Cattolica Eraclea
- Cappadone, nei pressi di Cianciana, in località Falconera
- Groticelli, a nord-ovest di Cianciana
- Grotticelli, a nord-est di Cianciana
- Guidi, nei pressi di Cianciana, in località Raddoli
- Falconera, a nord-est di Cianciana
- Mormino, nei pressi di Cianciana, in località Raddoli
- Passarello, a nord-est di Cianciana
- Passo di Sciacca, a nord-ovest di Cianciana
- Polizzi, nei pressi di Cianciana
- Tamburello, nei pressi di Cianciana, in località Raddoli
- Fiumarazza-Grassagliata, nei pressi di Comitini
- Montagna, nei pressi di Comitini
- Stretto Cuvello, nei pressi di Comitini, chiusa nel 1974
- Cucca, a Favara
- Falsirotta, nei pressi di Favara
- Poggio di muto, a Favara
- Prilo, a Favara
- Roccarossa, a Favara
- Salamone, nei pressi di Favara
- Ciavolotta, tra il comune di Favara e Villaggio Mosè, frazione di Agrigento
- Lucia, tra il comune di Favara e Villaggio Mosè, frazione di Agrigento
- Cinta di Joppolo Giancaxio, nei pressi di Joppolo Giancaxio, in località Cinta
- Vallone secco, nei pressi di Licata
- Barriera, nei pressi di Naro
- Ciccobriglio, nei pressi di Naro
- Gambecorte, nelle vicinanze di Naro, in località Perciata
- Gibbesi, nelle vicinanze di Naro, in località Gibbesi
- Mintinella Virdilio nei pressi di Naro
- Sciacca, nelle vicinanze di Naro, in località Perciata
- Gibeldolce, nei pressi di Palma di Montechiaro
- Montegrande, nei pressi di Palma di Montechiaro
- Sciuvè, nei pressi di Palma di Montechiaro
- Bonomo (Area di Racalmuto)
- Donna Fara, nei pressi di Racalmuto
- Frate Paolo (Area di Racalmuto)
- Gibellini, tra Racalmuto e Montedoro, in provincia di Caltanissetta
- Grillo (Area di Racalmuto)
- Piano di Corsa (Area di Racalmuto)
- Piriò (Area di Racalmuto)
- Quattro Finaite (Area di Racalmuto)
- Quattro Tumoli (Area di Racalmuto)
- San Marco (Area di Racalmuto)
- Scifitello (Area di Racalmuto)
- Stagnone (Area di Racalmuto)
- Villanova (Area di Racalmuto)
- Arciprete, nei pressi di Raffadali
- Guarnì, nei pressi di Raffadali
- Travale, nei pressi di Ravanusa, in località Conte
- Lamela, nei pressi di Sant'Angelo Muxaro
- Mizzaro, nei pressi di Sant'Angelo Muxaro
- Virzì, nei pressi di Siculiana, in località Virzì
- Gibellina Inglese e Savatteri [non chiaro]
- Passarello - Licata, in territorio di Licata, località Favarotta

Provincia di Caltanissetta
- Marcato Grande, nei pressi di Acquaviva Platani
- Porcheria, nei pressi di Acquaviva Platani
- Marchese, nei pressi di Bompensiere, in località Marchese
- Scimè, nei pressi di Bompensiere, in località Scimè
- Muculufa, nei pressi di Butera, dichiarata nel 1988 sito di interesse pubblico
- Benuntende (area di Caltanissetta)
- Gessolungo, nell'area di Caltanissetta
- Giumentaro, nei pressi di Caltanissetta
- Iungio Tumminelli, nell'area di Caltanissetta
- Saponara, nell'area di Caltanissetta
- Serradigessi, nei pressi di Caltanissetta
- Stretto, nell'area di Caltanissetta
- Trabonella, nell'area di Caltanissetta, collegata da una linea a scartamento ridotto alla vicina ed allora attiva Stazione di Imera, aperta appositamente nel 1825
- Falzirotta Failla (area di Delia)
- Giffarò, nei pressi di Delia, unica miniera di zolfo a cielo aperto
- La Grasta, a nord di Delia e Sommatino, chiusa nel 1987
- Bubonia, nei pressi di Mazzarino
- Rigiulfo, nei pressi di Mazzarino
- Gallitano (Mazzarino)
- Pietrevive, nei pressi di Montedoro
- Segreto del Sonno, nei pressi di Montedoro in località Gibellina
- Stazzone, nei pressi di Montedoro in località Stazzone
- Gibellini, tra Montedoro e Racalmuto, in provincia di Agrigento
- Mandradipiano, nei pressi di Mussomeli
- Bosco (area di Serradifalco)
- Baglivo
- Mendola
- Lanzirotti
- Gebbiarossa
- Grottarossa (San Cataldo)
- Pergola, nei pressi di San Cataldo
- Stincone, nei pressi di San Cataldo, in contrada Stincone, attiva dagli inizi del '700
- Barrachella, nei pressi di Sommatino
- Portella di pietra, tra Sommatino e Riesi
- Trabia Tallarita, tra Sommatino e Riesi
- Abate Figlia, nei pressi di Sutera, in località Cimicia, di proprietà dei PP. Benedettini di Palermo
- Conca d'Oro, nei pressi di Sutera, in località Cimicia, di proprietà dei PP. Benedettini di Palermo
- Cozzo a mezzo, nei pressi di Sutera, in località Cimicia, di proprietà dei PP. Benedettini di Palermo
- Cozzo tramonta, nei pressi di Sutera, in località Cimicia, di proprietà dei PP. Benedettini di Palermo
- Cozzo travala, nei pressi di Sutera, in località Cimicia, di proprietà dei PP. Benedettini di Palermo
- Giona, nei pressi di Sutera
- Grotta Affumata, nei pressi di Sutera, in località Cimicia, di proprietà dei PP. Benedettini di Palermo
- Pietre bianche, nei pressi di Sutera, in località Cimicia, di proprietà dei PP. Benedettini di Palermo
- Tenuta, nei pressi di Sutera, in località Cimicia, di proprietà dei PP. Benedettini di Palermo
- Zorra di Martino, nei pressi di Sutera, in località Cimicia, di proprietà dei PP. Benedettini di Palermo
- Mendolilla

Provincia di Catania
- Balchino, nei pressi di Caltagirone
- Scala, nei pressi di Caltagirone
- Calasari, in territorio di Ramacca, località Calasari

Provincia di Enna
- Cannamela, nei pressi di Agira
- Garruba, nei pressi di Agira
- Pozzo (gruppo zolfare di Agira)
- Salicio, nei pressi di Agira
- San Paolo, nei pressi di Agira
- Sant'Agostino (in comune di Agira)
- Baccarato, nei pressi di Aidone
- Feudonovo, nei pressi di Aidone
- Finocchio, nei pressi di Aidone
- Bambinello (Assoro)
- Capobianco (Assoro)
- Donna Carlotta (Assoro)
- Morticello (Assoro)
- Ogliastrello (Assoro)
- Panche, nei pressi di Assoro, gruppo delle solfare di Agira
- Pietramaggiore (Assoro)
- Piliere (Assoro)
- Rassuara (Assoro)
- Sparacio (Assoro)
- Vodi, nei pressi di Assoro, attiva dagli inizi del '700
- Zimbalio e Giangagliano, nei pressi di Assoro, prima separate, poi congiunte, chiusa nel 1975
- Galati, nei pressi di Barrafranca, attiva dagli inizi del '700
- San Giovanni, nei pressi di Calascibetta
- Muglia, nei pressi di Centuripe
- Marmora-Palmieri (Centuripe)
- Salina (Centuripe)
- Caliato (Enna)
- Cannarella (Enna)
- Capodarso (Enna)
- Giumentaro (Enna)
- Pagliarelo-Respica (Enna)
- Pasquasia, nei pressi di Enna (miniera di sale)
- Salinella (Enna)
- Salvatorello (Enna)
- Torre, poi Severino, nei pressi di Enna, attiva dagli inizi del '700
- Faccialavata (Leonforte)
- Floristella, nei pressi di Piazza Armerina, oggi Parco minerario insieme a Grottacalda
- Grottacalda
- Musalà, nei pressi di Pietraperzia
- Torricchia, nei pressi di Regalbuto
- Miniera di Gaspa La Torre - Villapriolo
- Miniera Respica-Pagliarello - Villarosa
- Santo Padre - (Villarosa)
- Garciulla - (Villarosa)
- Pietragrossa e Gallizzi
- Salinella Volpe

Provincia di Palermo

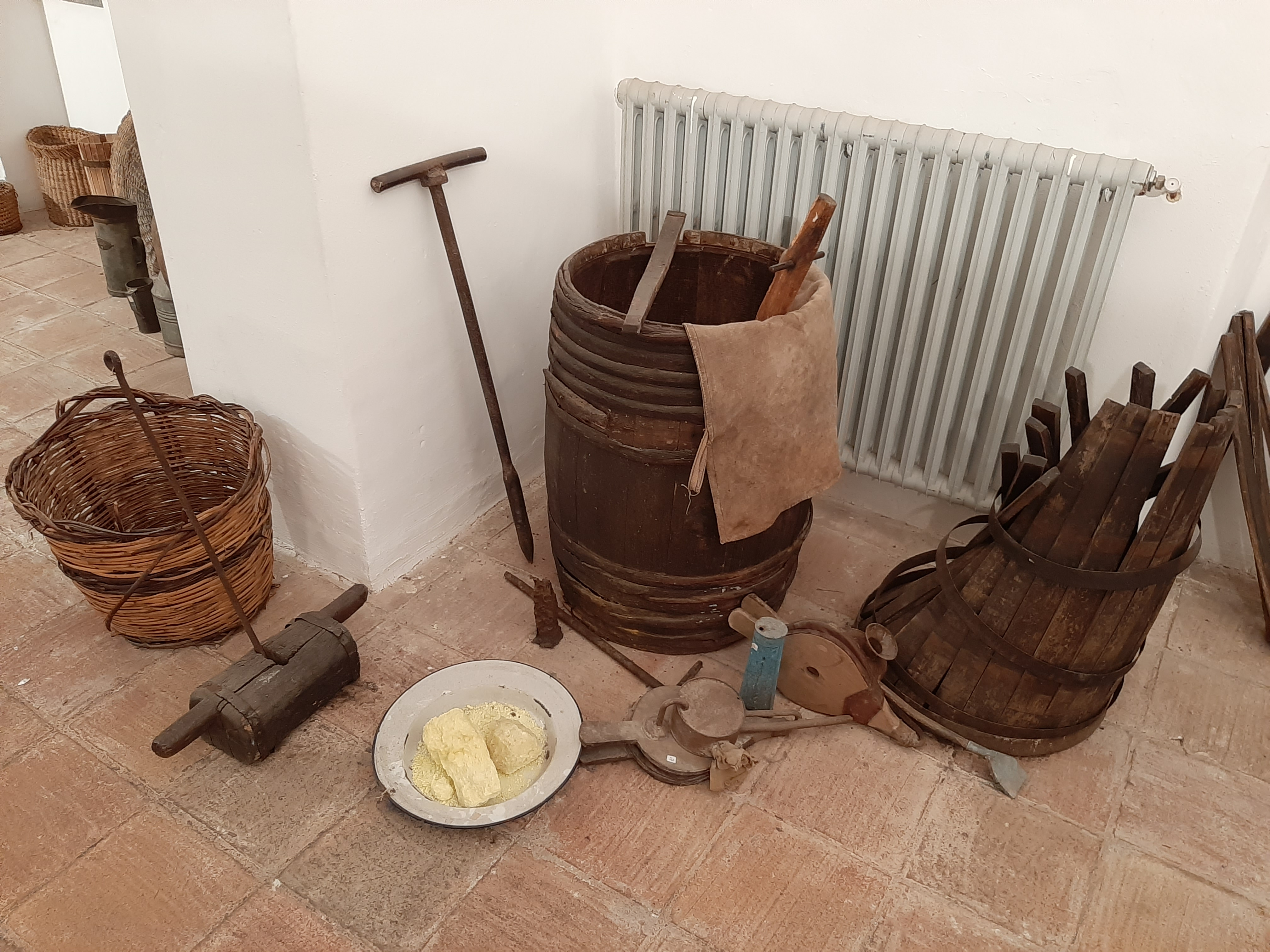
Antichi strumenti per l'estrazione dello zolfo in esposizione al Museo civico Nicola Barbato, a Piana degli Albanesi

- Colle Croce (in territorio di Lercara Friddi)
- Colle Friddi (in territorio di Lercara Friddi)
- Colle Madore (in territorio di Lercara Friddi)
- Colle Serio (in territorio di Lercara Friddi)
- Fiorentino Colle friddi, nelle vicinanze di Lercara Friddi
- Sertorio, nelle vicinanze di Lercara Friddi, in località Croce
- Sociale Colle croce, nelle vicinanze di Lercara Friddi

## Estrazione del minerale

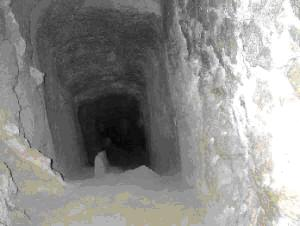
Imbocco di una miniera di zolfo

Secondo i ricercatori il ritrovamento archeologico di una scritta a rilievo su tavoletta di argilla in contrada Puzzu Rosi, nell'area mineraria comitinese in Provincia di Agrigento, testimonia dello sfruttamento del minerale sulfureo in epoca imperiale romana. Sembra comunque, da reperti del Monte Castellazzo, che già nel 1600 a.C. vi fossero commerci del prodotto con popolazioni Egee.
Si trattava in genere di minerale di affioramento e di cave a cielo aperto presenti un po' dovunque in tutta l'area nisseno-agrigentina. Il metodo di scavo, rudimentale, con pale, picconi e ceste per il trasporto rimase pressoché lo stesso fino alle soglie del XIX secolo.
La richiesta sempre più alta di zolfo, per la produzione di polvere da sparo, acido solforico e soda, soprattutto da parte di Francia e Gran Bretagna, nel Regno delle due Sicilie venne soddisfatta incentivando l'apertura di nuove miniere, nelle quali il minerale veniva estratto seguendone il filone e scavando nuovi pozzi e gallerie sempre più in profondità. Il lavoro di minatore in Sicilia nacque proprio in quel periodo e pur essendo un lavoro durissimo venne visto come un'ulteriore occasione di lavoro per i contadini che vi si adattarono senza grosse difficoltà. Si formarono delle categorie vere e proprie come quella dei pirriaturi (o picconieri) che staccavano il minerale e i carusi, spesso bambini di 7-8 anni. La relazione Franchetti - Sonnino, "La Sicilia nel 1876" riporta: Comunque sia di ciò, o che il padrone della miniera tratti direttamente coi picconieri, oppure coi partitanti, è sempre il picconiere che pensa a provvedere i ragazzi necessari per eseguire il trasporto del minerale da lui scavato, fino a dove si formano le casse. Ogni picconiere impiega in media da 2 a 4 ragazzi. Questi ragazzi detti carusi, s'impiegano dai 7 anni in su; il maggior numero conta dai 10 ai 16 anni. Essi percorrono coi carichi di minerale sulle spalle le strette gallerie scavate a scalini nel monte, con pendenze talora ripidissime, e di cui l'angolo varia in media dai 50 agli 80 gradi. Non esiste nelle gallerie alcuna regolarità negli scalini; generalmente sono più alti che larghi, e ci posa appena il piede. Le gallerie in media sono alte da circa metri 1,30 a metri 1,80, e larghe da metri 1 a metri 1,20, ma spesso anche meno di metri 0,80; e gli scalini alti da metri 0,20 a 0,40; e profondi da metri 0,15 a 0,20. I fanciulli lavorano sotto terra da 8 a 10 ore al giorno, dovendo fare un determinato numero di viaggi, ossia trasportare un dato numero di carichi dalla galleria di escavazione fino alla basterella che vien formata all'aria aperta. I ragazzi impiegati all'aria aperta lavorano da 11 a 12 ore. Il carico varia secondo l'età e la forza del ragazzo, ma è sempre molto superiore a quanto possa portare una creatura di tenera età, senza grave danno alla salute e senza pericolo di storpiarsi. I più piccoli portano sulle spalle, incredibile a dirsi, un peso da 25 a 30 chili; e quelli di sedici a diciotto anni fino a 70 e 80 chili e lo trasportavano in superficie con dei contenitori sulle spalle risalendo gli stretti cunicoli centinaia di volte. Il tutto era guidato dai sorveglianti o capumastri. Il sistema di sfruttamento prevedeva la cessione in gabella della miniera da parte del proprietario al capo picconiere (che aveva interesse a produrre il massimo per potere spuntare un guadagno); la gabella veniva pagata in natura in ragione del 40-50% della produzione ottenuta.
I metodi di estrazione tuttavia rimasero sempre antiquati; questo fatto unito all'estremo sfruttamento del lavoro dei minatori furono spesso causa di terribili incidenti per tutto il periodo di attività, fino ai giorni nostri.

## Incidenti in miniera
Le già difficili condizioni comuni a tutti i lavoratori minerari erano aggravate in Sicilia da una condizione lavorativa di tipo feudale simile alla servitù della gleba. Unita ai metodi antiquati e rudimentali mantenuti in atto dalle compagnie sia straniere che siciliane per evitare onerosi investimenti nelle infrastrutture provocò frequenti incidenti gravissimi con perdite umane enormi. Alcuni dei più gravi eventi conosciuti sono:
- 1867, Miniera Trabonella: scoppio di gas in galleria e incendio con 42 vittime accertate.[24]
- 1881, Miniera Gessolungo: il 12 novembre un'esplosione di grisou all'interno della miniera, generata dalla fiamma di una lampada ad acetilene, fa strage di 65 minatori. Tra le vittime si contarono 19 carusi, di cui nove rimasero senza nome e il loro cimitero, detto "dei carusi", è ancor oggi visitabile in prossimità di Gessolungo;
- 1882, Miniera Tumminelli: 41 vittime per asfissia[25]
- 1911, Miniera Trabonella: scoppio di gas e incendio durato 10 giorni con 40 vittime.[24]
- 1916, Miniere Cozzo Disi - Serralonga (Casteltermini): Il 4 luglio ebbe luogo nelle miniere Cozzo Disi e Serralonga, poste tra loro in collegamento, uno dei più gravi disastri sul lavoro dell'intera storia mineraria italiana. Infatti, nel crollo di alcune gallerie e nelle emissioni di idrogeno solforato persero la vita 89 solfatari. Le cause del grave incidente restano incerte anche se oscillano intorno ad un'ipotesi principale: essa ammette una natura colposa nel disastro, che sarebbe stato provocato dal crollo di una parte della miniera dovuto al mancato riempimento con materiale sterile dei vuoti provocati dall'estrazione del minerale.
- 1957, Miniera Trabia: esplosione di gas e crollo del pozzo Scordia con molte perdite umane.
- 1958, Miniera Gessolungo: un'altra tragedia, avvenuta il 14 febbraio, ispirerà Michele Straniero a scrivere il testo della canzone La zolfara (su musica di Fausto Amodei), incisa da Pietro Buttarelli e portata al successo nel 1959 da Ornella Vanoni.

## Metodi di raffinazione
- Calcarelle (metodo di fusione per combustione; più antico e rudimentale)
- Calcarone (un tipo più evoluto di fornace)
- Forno Gill (forno di fusione a recupero di calore)
- Flottazione (metodologia di preparazione del minerale prima della raffinazione)
- Metodo Frasch (non utilizzabile in Sicilia)

## Trasporto del minerale
Il trasporto dello zolfo venne effettuato fin quasi alla fine del XIX secolo per mezzo di carriaggi a trazione animale fino agli approdi di imbarco siti per lo più nella costa mediterranea della Sicilia tra Licata e Porto Empedocle. Verso la fine del secolo iniziò la costruzione di tranvie e piccole ferrovie minerarie e le miniere principali ebbero anche sistemi di trasporto all'uscita delle gallerie principali costituiti da vagoncini spinti a mano su rotaie che convogliavano il minerale verso i vagoni delle ferrovie a scartamento ridotto costruite in gran numero ma in ritardo sull'occorrente.
Nel periodo 1893-1894 nacquero ad opera di privati la Tranvia Raddusa-Sant'Agostino e la Porto Empedocle-Lucia.
Nel 1898 fu realizzata una tranvia a cavalli, lunga 3 km, per collegare la miniera Trabonella alla stazione di Imera. Nel 1904 fu attivata una teleferica della lunghezza di 10 km tra il complesso di zolfare Trabia-Tallarita alla stazione di Campobello di Licata. Nel 1908 una tranvia a vapore per il trasporto dello zolfo dalle miniere Pagliarello e Respica alla stazione di Villarosa. Nel 1915 ancora una travia a vapore collegò anche le miniere Juncio-Stretto alla stazione ferroviaria di Imera.
Solo nel 1902, in seguito alle conclusioni di un'apposita Regia Commissione e di una legge varata nel corso dell'anno, venne definita la modalità di costruzione e di finanziamento delle linee interne siciliane che però potevano essere costruite solo in economia e a scartamento ridotto. Anche le prime ferrovie essenziali che congiungevano le aree di produzione ai porti d'imbarco furono costruite con molto ritardo e solo a partire dal 1866 e raggiunsero da Palermo il bacino di Lercara Friddi solo nel 1870 e collegarono Catania e il suo porto con Caltanissetta solo nel 1876. Anche i porti di imbarco della Sicilia meridionale erano poco più che semplici approdi e le navi più capienti ormeggiavano al largo costringendo al doppio trasbordo su chiatte dalla riva e al carico poi sulla nave. La mancanza di strutture efficienti di trasporto realizzate a rilento e con molto ritardo è vista da molti come uno dei motivi del tracollo economico dell'industria dello zolfo siciliano. Nel 1904 per trasportare il minerale dalla miniera Trabia-Tallarita fino alla stazione di Campobello di Licata venne realizzata una linea teleferica di 10 km, mentre un'altra teleferica collegava la miniera di Trabonella alla stazione ferroviaria di Imera, tra Caltanissetta ed Enna. Ma la costruzione della rete ferroviaria vera e propria ebbe inizio soltanto dopo che lo Stato ebbe riscattato la Rete Sicula e quindi dopo il 1906 vennero costruite:
- La Dittaino-Piazza Armerina a servizio dell'area ennese di Valguarnera, Grottacalda e Floristella progettando anche una diramazione a Bellia per Aidone dato che nel detto comune erano presenti altri giacimenti.
- La Dittaino-Leonforte che serviva il gruppo minerario di Assoro e ne venne progettata la prosecuzione verso Agira e Regalbuto ove erano presenti altri gruppi di miniere.
- La Lercara-Magazzolo che serviva sia il bacino di Lercara Friddi che quello di Cianciana e mediante l'innesto a Magazzolo sulla Ferrovia Castelvetrano-Porto Empedocle permetteva il trasporto minerario fino al porto di imbarco.
- La Ferrovia Agrigento-Naro-Licata e la sua diramazione Naro-Canicattì che attraversava le zone delle zolfare di Favara, Deli e che si collegava con Licata dove erano impiantate delle raffinerie e con il suo porto di imbarco.
- Vennero progettate e in parte costruite anche la Canicattì-Caltagirone che attraversava le zone minerarie di Delia, Sommatino e Riesi (mai attivata) e la Motta Regalbuto che nelle intenzioni avrebbe dovuto continuare verso Agira e Nicosia e il Tirreno con una saldatura alla già progettata Ferrovia Taormina-Alcantara-Randazzo (Quest'ultima era ritenuta indispensabile per rivalutare il Porto di Messina convogliandovi le merci e i minerali estratti, dato che già nel 1866 la ferrovia costiera jonica era in funzione fino a Messina. Come si è detto il programma procedette a rilento, alcune tratte vennero terminate alle soglie degli anni trenta ed altre addirittura nel secondo dopoguerra quando cioè i mercati erano stati perduti e molte zolfare erano fallite.

## La cultura dello zolfo

### Strutture museali
- a Caltanissetta: Museo mineralogico, paleontologico e della zolfara Sebastiano Mottura
- alla Stazione di Villarosa Treno Museo dell'Arte Mineraria e Civiltà Contadina
- a Lercara Friddi: Museo e parco industriale della zolfara di Lercara.
- a Montedoro (CL): Museo della zolfara
- a Villarosa: Museo della memoria
- a Piazza Armerina: Lega zolfatai (1903)- Mostra permanente della civiltà mineraria
- a Casteltermini: Miniera - Museo Cozzo Disi
- a Riesi: Museo delle solfare di Trabia Tallarita
- a Roma: Museo di Mineralogia - Università di Roma "La Sapienza"

### Arte e letteratura
L'essere stata per oltre due secoli una delle attività più dure ma più diffuse nella Sicilia ha fatto della zolfara uno degli argomenti più toccati da poeti, scrittori, romanzieri e cantastorie.
Uno dei poeti e scrittori maggiormente toccanti ed espressivi è senz'altro Alessio Di Giovanni, nativo di Cianciana uno dei centri zolfiferi dell'agrigentino, che nei suoi Sunetti di la surfara, in lingua siciliana, ha espresso il tormento e la disperazione dei lavoratori-schiavi delle miniere.
Anche Luigi Pirandello, la cui famiglia gestiva delle zolfare, nella sua raccolta Novelle per un anno scrisse sul duro lavoro, soprattutto minorile nelle zolfare con le novelle Il fumo e Ciàula scopre la luna. Il tema dello zolfo si interseca infatti in varia maniera nella sua produzione letteraria come motivo ispiratore di parecchie novelle nelle quali è presente il mondo che gravita attorno alla zolfara. La miniera gestita dalla sua famiglia che egli chiama la Cace, la zolfara grande è presente nel suo celebre romanzo I vecchi e i giovani finito nel 1913.
La Racalmuto-Regalpetra di Leonardo Sciascia, terra di zolfare e zolfatari, risuona nella sua produzione letteraria come in Le parrocchie di Regalpetra.
(Leonardo Sciascia, Le parrocchie di Regalpetra, Aldelphi, 1991)
La strage di carusi avvenuta nella Miniera Gessolungo il 12 novembre 1881 (il cui cimitero, detto dei carusi, è ancor oggi visitabile in prossimità di Gessolungo) è stata il tema ispiratore del testo della canzone La zolfara di Michele Straniero portata al successo nel 1959 da Ornella Vanoni:
(Michele Straniero, La zolfara)
I terribili e frequenti incidenti nelle zolfare hanno ispirato poeti e scrittori: uno di questi, avvenuto nel 1951 nelle miniere del bacino di Lercara, venne documentato dallo scrittore Carlo Levi nel libro Le parole sono pietre:
(Carlo Levi, Le parole sono pietre)
Il 13 settembre 1895 a Catania si tiene la prima dell'opera teatrale "La Zolfara" di Giuseppe Giusti Sinopoli.

## Parco minerario
Nel 1991 una legge regionale ha istituito l'ente Parco minerario di Floristella-Grottacalda, in provincia di Enna, la cui miniera di Floristella, risalente alla fine del XVIII secolo ha svolto attività fino al 1984. Nel Parco è presente anche la solfara Grottacalda e il pregevole palazzo del barone di Floristella, Agostino Pennisi, geniale imprenditore che ivi fece dimora con la propria famiglia.
Con due decreti del 1994 e del 1996 l'Assessorato regionale ai beni culturali ed ambientali della Regione Siciliana ha sancito l'interesse etno-antropologico delle dismesse zolfare di Lercara Friddi.
A Catania la cittadella dello zolfo, l'area industriale sorta per la lavorazione dello zolfo, a nord-est dell'attuale Stazione di Catania Centrale da tempo abbandonata è stata recuperata negli anni settanta integrando nuovo e antico e creando Le Ciminiere un'area fieristica, espositiva e per convegni.  L'agglomerato di stabilimenti di raffinazione e molitura e ciminiere occupava una superficie pari all'intero centro storico testimoniando dell'importanza del settore zolfifero per l'economia catanese del tempo.
Il 26 settembre 2007 alla Camera dei deputati (XV Legislatura) è stata presentata la proposta di Legge N. 3067 d'iniziativa dei deputati Lomaglio, Aurisicchio, Buffo, Burgio, Burtone, Cacciari, Crisafulli, Daro, Di Salvo, Dioguardi, Fumagalli, Maderloni, Orlando, Rotondo, Samperi, Spini, Trupia, Zanotti per la Istituzione del Parco nazionale geominerario delle Zolfare di Sicilia.; il decreto è decaduto con la fine della legislatura nel 2008. Nel 2010 è stato inaugurato il Museo delle Solfare di Trabia Tallarita, allestimento permanente presso il sito minerario di Trabia (Riesi), che ospita un ricco percorso storico-tecnico sull'epopea delle solfare siciliane.